# Prawo drogi (żegluga)
Prawo drogi to zbiór zasad ruchu żeglugowego na poszczególnych drogach wodnych. Dotyczą one mijania i wyprzedzania się statków oraz pierwszeństwa drogi.
W szerszym rozumieniu, prawo drogi dotyczy także zasad stosowania świateł, znaków i sygnałów, zachowania statków w różnych warunkach widzialności oraz ogólnych zasad ostrożności podyktowanych dobrą praktyką żeglarską.
Prawo drogi obejmuje zarówno przepisy międzynarodowe, takie jak Międzynarodowe Przepisy o Zapobieganiu Zderzeniom na Morzu oraz przepisy lokalne stanowione przez miejscową administrację na lokalnych drogach wodnych.